# Mannetjesorchis
De mannetjesorchis (Orchis mascula) is een orchidee. De soort staat op de Nederlandse Rode lijst van planten als zeer zeldzaam en zeer sterk in aantal afgenomen. De plant komt in Nederland in Zuid-Limburg voor, maar is daar zeer zeldzaam. In Nederland is de plant vanaf 1 januari 2017 niet meer wettelijk beschermd.
De plant komt voor in Europa en Noord-Afrika. In de Ardennen en in Zwitserland komt de plant nog veel voor. Ook is de plant in Noord-Duitsland wijd verspreid.
De plant wordt 15-50 cm hoog en bloeit van eind april tot begin juni met purperen tot roodachtig lila bloemen. De bloemstengel is naar de top toe rood gekleurd en heeft stengelomvattende bladeren, die op de bladschede paarsrode streepjes hebben. Er komen ook planten met witte bloemen voor. De lancetvormige bladeren hebben een versmalde voet en zijn soms bruinrood gevlekt. Doordat kruisbestuiving door insecten plaatsvindt is de bloemvorm variabel.
De mannetjesorchis komt in Nederland voor in lichte loofbossen en bosschages op vochtige, leem- en kalkhoudende grond. Verder komt de plant in Europa voor in schrale weilanden en op heidevelden. Door het verdwijnen van het hakhout is de soort in Zuid-Limburg sterk achteruitgegaan. Op diverse plaatsen wordt nu weer hakhoutbeheer toegepast.

## Verwante en gelijkende soorten
De mannetjesorchis is vrij variabel maar kan in België en Nederland met geen andere orchidee verward worden, zelfs niet met zijn dichtste verwanten uit het geslacht Orchis. Daar waar beide soorten voorkomen, is wel verwarring met Orchis spitzelii mogelijk. Hij lijkt ook wel wat op de minder verwante handekenskruiden (Dactylorhiza), maar kan daarvan onderscheiden worden door de schutbladen die allen kleiner dan de bloemen, vliezig en nooit groen zijn.
Een heel duidelijk onderscheid tussen Dactylorhiza en Orchis is, dat bij Orchis de bloeiaar tot vlak voor de bloei door het bovenste schutblad omhuld blijft, terwijl bij Dactylorhiza de bloeiaar al lang voor de bloei te zien is.

## Bestuiving
Orchis mascula wordt door hommels en bijen bestoven. Omdat de soort geen nectar bezit, hebben de bijen al snel in de gaten dat dit geen voedselplant is en laten de plant verder links liggen. De vruchtzetting is dan ook laag.

## Plantengemeenschap
De mannetjesorchis is een kensoort voor het eiken-haagbeukenbos (Stellario-Carpinetum).

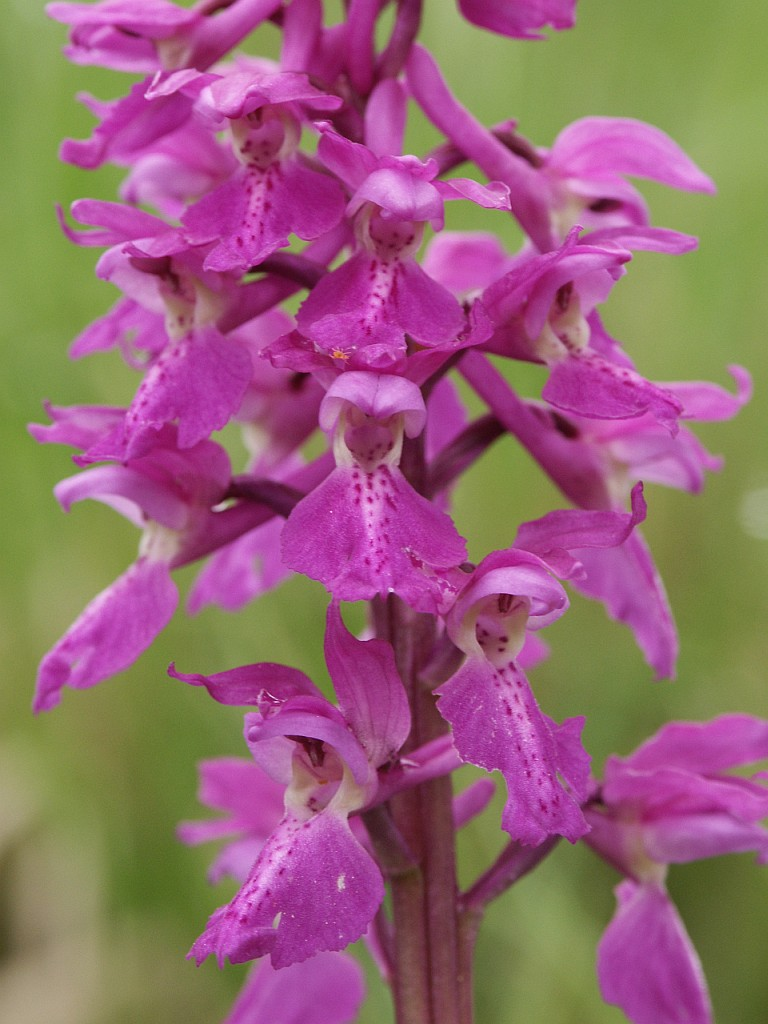
Mannetjesorchis
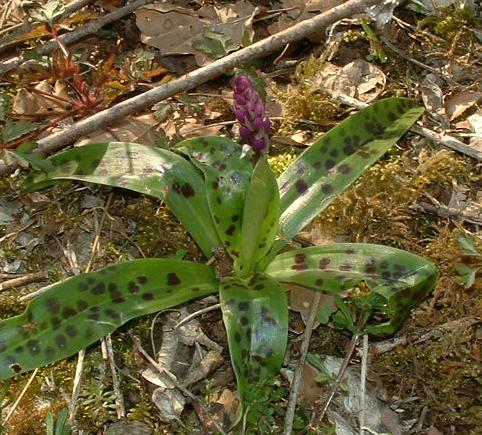
Mannetjesorchis
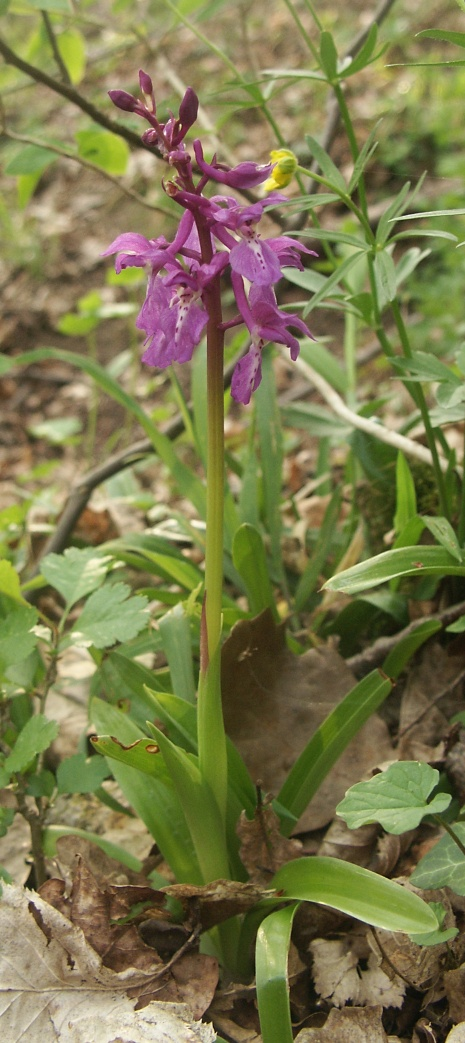
Mannetjesorchis